# 婆爭
婆爭（占語名：Po Saot，？—1693年）是賓童龍占婆的一位君主。1660年至1692年在位。他也是賓童龍占婆作為一個獨立國家的最後一位君主。
婆爭是波羅美之子，擁有朱魯族和Rhade族（今屬埃地族）血統。他是一位穆斯林，在1680年寄給巴達維亞的荷屬東印度總督的書信裡，他採用了「Paduka Seri Sultan」這個馬來人的頭銜。1685，他向在占婆的一位法國傳教士尋求古蘭經的副本。
1692年，婆爭起兵反對阮主，築造堡壘，攻掠延寧府居民。阮福淍派該奇阮有鏡為統兵、文職阮廷光為參謀，領正營兵及廣南平康兵前去討伐，大破之，婆爭棄城逃跑。翌年，婆爭與大臣左茶員繼婆子、親屬娘楣、婆恩一起被阮軍擒獲。阮福淍下令將其國改為順城鎮。
婆爭俘獻闕後，阮福淍歷數其罪，囚禁於玉盞山，每月給錢米絹布贍養之。又派該隊阮智勝守庯諧，該奇阮新禮守潘里，該隊朱兼勝守潘郎，以防備占婆餘黨。同年，將順城鎮改為平順府，以左茶員繼婆子為勘理，婆恩的三個兒子為提督領該府，送回賓童龍安撫遺民，並強迫當地人改穿越南式衣服、追隨越南風俗。
不久，清人阿班（吳朗）與順城右茶員屋牙撻據賓童龍之地起兵反叛阮主。雖然後來叛亂被鎮壓，但也迫使阮主恢復占婆的君主，冊立繼婆子為順城鎮王。翌年，婆爭死，阮福淍賜錢二百緡竝錦綺厚葬之。